# Munchi's Ford
Munchi's Ford, voluit het Munchi's Ford World Rally Team, was tussen 2007 en 2011 een Argentijns team in het Wereldkampioenschap Rally. De auto's werden net als bij het officiële team geprepareerd door M-Sport. De naam slaat op de hoofdsponsor van het team, de Argentijnse ijsfabrikant Munchi's. 

## Rijders
- Federico Villagra (2007-2011)
- Luis Pérez Companc (2007-2008)
- Juan Pablo Raies (2007)
- Henning Solberg (2008)
- Matti Rantanen (2009)